# فؤاد دوارة
فؤاد محمود دَوّارة (15 نوفمبر 1928 - 1 مارس 1996) ناقد وكاتب مسرحي مصري. ولد في الإسكندرية ونشأ بها. حصل على ليسانس الآداب في اللغة العربية من جامعة الإسكندرية، وماجستير في الأدب العربي بجامعة القاهرة 1977. اهتم بالنقد المسرحي وألّف أكثر من ثلاثين كتابًا، إضافة إلى ترجماته ومقالاته ودراساته الأدبية. دخل الصحافة، وتنقل بين عدة مناصب حتى عيّن مستشارًا لوزير الثقافة من 1986 حتى 1988 قبل تقاعده.

## سيرته
ولد فؤاد محمود دوّارة في 15 نوفمبر 1928/ 2 جمادى الآخرة 1347 بحي كوم الدكة بالإسكندرية في المملكة المصرية ونشأ بها. كان أخوه محمد يكثر من شراء الكتب والمجلات العربية والأجنبية، فكان يتفرّج على صورها في البداية ثم يقرأ بعض الكلمات إلى أن تعلمّ القراءة.

تعلم في مدرسة سعيد الأول الابتداائية بالإسكندرية بين 1937-40، فالمدرسة العباسية الثانوية 1940-46. ثم دخل كلية الآداب بجامعة الإسكندرية سنة 1954 حتى 1957، وحصل على ماجستير الأدب العربي من كلية الآداب بجامعة القاهرة سنة 1977.

عمل أمينًا لمكتبة في جامعة الإسكندرية، ومدرّس للغة العربية في المدارس الثانوية، ومدير تحرير مجلة «المجلة» في وزارة الثقافة، ومدير المطبوعات في دار الكتب المصرية ومدير مركز إعداد الروّاد الثقافيين بالثقافة الجماهيرية، وأستاذ أدب المسرح والنقد بالمعهد العالي للفنون المسرحية في الكويت، ومستشار الثقافة الجماهيرية في وزارة الثقافة. كان عضوًا في اتحاد الأدباء المصريين. وعيّن مستشارًا لوزير الثقافة من 1986 حتى 1988 حتى تقاعد.
توفي فؤاد يوم 1 مارس 1996/ 11 شوال 1416 في القاهرة.

## في النقد
برز فؤاد دوّارة في النقد المسرحي. وشكل دراساته المسرح بشكل عام والمصرى بشكل خاص، «كان يستند دائما إلى معايير النقد الواضحة التي تواكب الحركة المسرحية، ويضع مصر وبنية المسرح فوق كل اعتبار.» وقال عنه توفيق الحكيم «إن الصفة البارزة التى عرف بها دوارة هى صفة الناقد الجاد والجدية عنده قد بلغت حدا يمكن وصفه بالفدائية، ففى دنيا الأدب جماعة من الفدائيين يكرسون حياتهم وجهودهم في سبيل عمل وهدف مما يرونه ضروريا ونافعا بصرف النظر عما يأتى لهم بالفائدة التى يسعى إليها أكثر الناس.» 

## حياته الشخصية
أقام في الكويت في 1974 حتى 1978، وزار العراق البعثي سنة 1978، وفرنسا وبريطانيا وبلغاريا سنة 1977. عاش قصة حب كبيرة انتهت بالزواج أيام دراسته في الكلية، فتزوج وله 4 أولاد، منهم المؤرخ المسرحي الدكتور عمرو دوارة.

## مؤلفاته
- «سقوط حلف بغداد»، سلسة كتب سياسية‌ (77)، 1958
- «هكذا كتبوا»، مقالات ودراسات عن أدباء أجانب، 1966
- «في الرواية المصرية»، نقدية، 1968
- «صلاح عبد الصبور والمسرح»، 1982
- «تخريب المسرح المصري في السبعينات والثمانيات»، 1989
- «أيام طه حسين: مدخل لفهم أدبه»، 1990

من مقالاته ومجموعاته:
- «في النقد المسرحي»، مجموعة مقالات نقدية، 1965
- «عشرة أدباء يتحدثون»، كتاب الهلال (72)، مجموعة أحاديث أدبية، 1965
- «في القصة القصيرة»، سلسلة الألف كتاب (627)، مقالات نقدية 1966
- «السينما والأدب»، 1991
- «المسرح المصري»، 1985، 1986 و1989

من مسرحياته:
- «العبور»، 1976
- «دليل المتطوّع لمحو الأمية»، 1974
- «مهنج ميسّر لمحو الأمية»، 1977
- «مسرح توفيق الحكيم»، مجلدين، 1985-1986
- «حلم المتنبي»، 1986
- «نجيب محفوظ، من القومية إلى العامية»، 1989

من ترجماته:
- «الحضيض»، مكسيم جوركي، 1953
- «ثورة الموتى»، أروين شو، 1962
- «الأدب والحياة»، مكسيم جوركي، 1965
- «الإنسان والسلاح»، جورج برناد شو، 1966
- «الحياة الشخصية»، نويل كووارد، 1971
- «الفنان في عصر العلم»، 1977
- «الحزب الوطني المصري»، آرثور إدوارد جولدسميث الإبن، 1983

## وصلات خارجية
- في موقع الأرشيف المجلات